# Верхнее Помасело
 Верхнее Помасело  — деревня в Пижанском муниципальном округе Кировской области.

## География
Расположена на расстоянии менее 4 км по прямой на северо-восток от села Воя.

## История
Известна с 1873 года, когда здесь (деревня Шабрикова или Помажсола, Пойметенки) отмечено дворов 35 и жителей 282, в 1905 (Верхняя Помасола или Шабриково ) 21 и 123, в 1926 (Верхняя Помасола или Шаварки, Шуварки ) 31 и 137  (мари 76), в 1950 (Верхнее Помасело) 25 и 94, в 1989 39 жителей. До 2020 года входила в состав Войского сельского поселения до его упразднения.

## Население
Постоянное население составляло 27 человек (русские 52%, мари 48%) в 2002 году, 13 в 2010.